# Mehidpur
Mehidpur o Mahidpur és una ciutat i municipàlitat al districte d'Ujjain a Madhya Pradesh a la regió de Malwa. Està situada a 23° 29′ N, 75° 40′ E / 23.483°N,75.667°E a la riba dreta del riu Sipra, a 40 km al nord d'Ujjain. Consta al cens del 2001 amb una població de 28.080 habitants (8.908 habitants el 1881 i 6.681 el 1901). La ciutat vella està formada per dues parts, la kila o fortalesa (rodejada de muralla a la riba del riu, construïdes pels rages Vagh) i la purwa o poble amb una altra muralla. A l'est hi ha la tomba del santó musulmà Godar Shah. A l'oest de la ciutat, a l'altre costat del riu, una plana on es va lliurar la batalla de Mehidpur.
El seu nom antic fou Mahakal que fou canviat per Muhammadpur amb la conquesta musulmana de Malwa. Sota Akbar fou capçalera d'un mahal del sirkar de Sarangpur a la suba de Malwa. El 1740 estava en poder de Malhar Rao Holkar I que la va cedir als seus feudataris els nobles vagh saranjami coneguts com a rages Vagh. La van conservar fins al 1817 quan el domini els fou confiscat per Malhar III Rao Holkar. Els Vagh van conservar moltes terres i els seus descendents vivien al fort encara al segle xx. A 3 km de la ciutat hi ha la plana on es va lliurar la batalla de Mehidpur: Sir John Malcolm, comandant britànic, va arribar al poble de Gannia a poc més de 30 km al sud de Mehidpur el 19 de desembre de 1817 i el matí del dia 20 de desembre de 1817 Tulsi Bay fou assassinada per Ghafur Khan i tota negociació es va trencar; Malcom va avançar per la dreta del riu Sipra i va trobar a les forces de Malhar III Rao Holkar (1811 - 1833) que no van oferir gaire resistència i foren derrotades. Els britànics van tenir 174 morts incloent 9 oficials, i 606 ferits. Malcom es va desplaçar a Mandasor on el dia 6 de gener de 1818 es va signar el tractat de Mandasor que va posar als Holkar sota control britànic establint la seu a Indore (ciutat). Mehidpur fou estació militar fins al 1882. El 8 de novembre de 1857 les tropes britàniques foren atacades pels rohilles; el contingent musulmà es va unir als rebels; dos oficials van morir però les forces atacades van poder fugir cap Indore. Després del motí Mehidpur fou declarada capital de l'agència de Malwa Occidental fins al 1860 quan fou traslladada a Agar.